# Nóż okopowy M1917

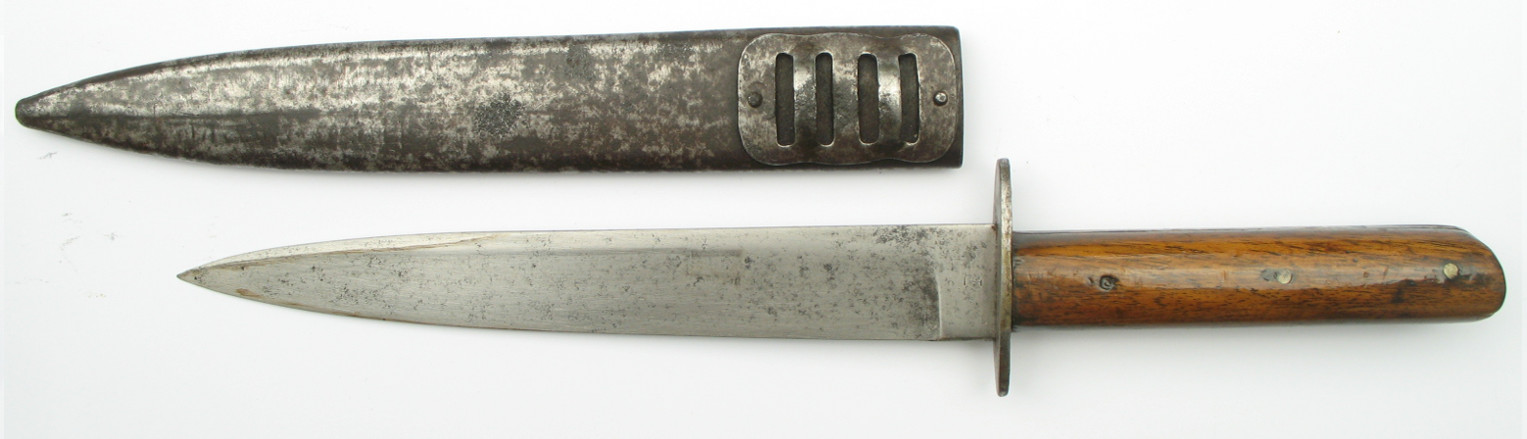
Nóż okopowy M1917 wraz z pochwą

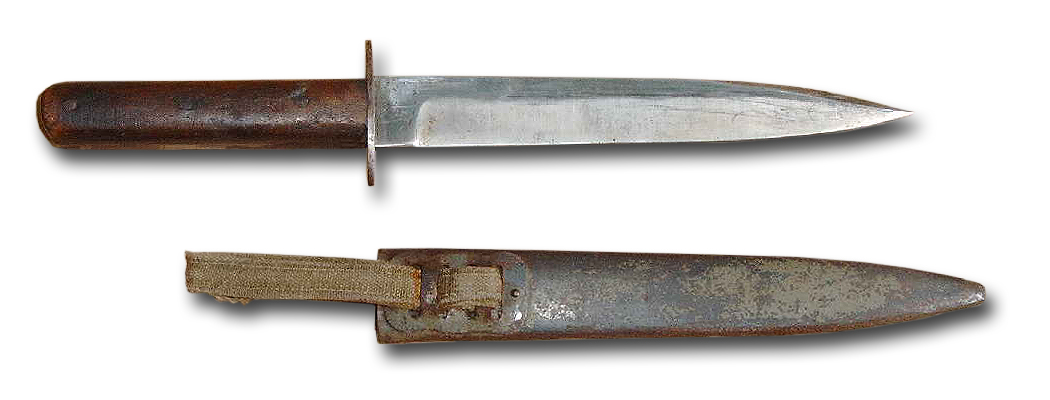

Nóż okopowy M1917 (niem. Dolchmesser Muster 1917) – nóż bojowy opracowany podczas I wojny światowej, używany przez żołnierzy armii austro-węgierskiej do walki wręcz.

## Opis
W trakcie I wojny światowej okazało się, że konwencjonalne wyposażenie żołnierzy tylko częściowo odpowiadało wymogom walki w okopach. Ten aspekt wojny był masowo niedoceniany przez dowódców walczących stron. W walce wręcz potrzebna była poręczna broń do zadawania pchnięć. W przeciwieństwie do dowództwa Armii Cesarstwa Niemieckiego, dowództwo armii austro-węgierskiej było zainteresowane ujednoliceniem noża bojowego. Konstrukcja noża okopowego M1917 była idealna do walki w zwarciu, jak również do różnych prac. Nóż był niezwykle popularną bronią zdobyczną wśród włoskich żołnierzy, ponieważ nie mieli porównywalnego noża bojowego.
Nóż okopowy M1917 wytwarzany był przez różnych producentów z całego kraju. Głownia noża wykorzystywana była do produkcji bagnetów zastępczych armii austro-węgierskiej. W siłach zbrojnych państw-sukcesorów Austro-Węgier nóż był używany do lat 40. XX wieku. Był również wzorem dla włoskich noży bojowych i doprowadził do skonstruowania sztyletu Arditi.